# Polisportiva Casellina
La A.D. Polisportiva Casellina è un'associazione di ginnastica che ha sede a Scandicci in provincia di Firenze.
Nata nel 1988 dal Centro Ginnastica Casellina, è affiliata alla Federazione Ginnastica d'Italia, all'Unione Italiana Sport Per tutti e all'Associazione Italiana Cultura e Sport.
Nel 2007, la società ha centrato l'obiettivo della promozione nella Serie A2. Nel 2015 è stata promossa in Serie A1.
L'atleta più rappresentativa è Sofia Bonistalli.